# Vlajka Krakova

Vlajka Krakova
Poměr stran: 2:3

Vlajka Krakova, hlavního města Malopolského vojvodství, je tvořena listem o poměru stran 2:3 se dvěma vodorovnými pruhy, bílým a modrým.
Bílá barva symbolizuje čistotu, modrá řeku Vislu.

## Historie
V 19. století se v německých královstvích a knížectvích objevil nový vzor městských vlajek. Nazývány byly barvy (německy Farben), a byly tvořeny dvěma nebo třemi stejně širokými, vodorovnými pruhy z barev znaku příslušného města. První vlajku se dvěma pruhy na území Polska přijal v roce 1815 právě Krakov. Jednalo se o vlajku Svobodného města Krakov, státního útvaru, který vznikl v roce 1815 pod patronátem Rakouska, Pruska a Ruska a zahrnoval město Krakov s okolím.
V roce 1846, po nezdařeném, tzv. Krakovském povstání, bylo město s okolím anektováno Rakouskem jako Krakovské velkovévodství. Bílo-modrá vlajka se neoficiálně užívala i poté, jako městská vlajka. Existuje i zobrazení vlajky velkovévodství tvořenou listem se třemi vodorovnými pruhy: žlutým, modrým a bílým. Platnost této vlajky je však nejasná.

Vlajka Krakovského velkovévodství (1846–1918, nejasná platnost) Poměr stran: 2:3

15. března 1991 bylo přijato usnesení Rady města Krakova č. XIX/132/91, které přijalo vlajku z roku 1815 jako oficiální vlaku.
9. října 2002 přijala Rada města Krakova usnesení č. CXXIII/1150/2 „O symbolech hl. města Krakova”, které specifikovalo modrou barvu vlajky – Pantone 2728, mělo by být však 2728C (královská vs kobaltová modř).
31. května 2017 vydal primátor města Krakova nařízení č. 1336/2017, dle kterého mohou být vlajka a barvy města Krakova umístěny na budovách a zařízeních, jakož i na jiných místech, aby se zdůraznila slavnostní povaha oslav nebo stavu města.

## Další vlajky
Starosta města a předseda městské rady mají právo vyvěšovat vlajku (standartu), tvořenou modrým listem o poměru stran 5:8 s bílým ondřejským křížem a znakem Krakova uprostřed. Toto však není plně respektováno, vlajka je užívána i na krakovských sportovních zařízeních.

Standarta Krakova Poměr stran: 5:8
Rozměry standarty Krakova

## Den krakovské vlajky
Od 31. května 2017 se v Krakově oficiálně slaví 5. červen jako den krakovské vlajky. V tento den se také koná festival vlajky města Krakova. 5. června roku 1257 získalo město lokátorská práva podle práva magdeburského.